# Cochliopodiidae
Himatismenida
Ordre
Famille
Les Cochliopodiidae sont l’unique famille de l’ordre des Himatismenida (classe des Discosea). 

## Étymologie
Le nom de la famille vient du genre type Cochliopodium, dérivé du grec κοχλ  / kochl , « colimaçon vis », et podium, « plateforme ».

## Description
Penard décrit ainsi le genre type des Cochliopodiidae :

« Cochliopodium se caractérise par l’existence d'une membrane souple, laquelle est sujette à des déformations considérables. Cette membrane se moule sur le corps et le suit dans tous ses changements, entourant à l'occasion comme d’un tube les bases des pseudopodes ; elle se comporte comme une enveloppe, non pas chitinoïde, mais protoplasmique, et éminemment plastique. 
Chez ce genre également, les pseudopodes sont toujours déchiquetés, coniques, ou filiformes, sans revêtir jamais normalement la forme largement rubanée des pseudopodes du genre Difflugia.
On peut citer aussi, comme caractère générique habituel, une ponctuation régulière de la membrane plastique, rappelant l'apparence de la coquille des Amphizonella digitata, ainsi que d'autres espèces décrites depuis 1890 Cochliopodium obscurum et Cochliopodium erinaceum, toutes deux dépourvues de ponctuations régulières. »

## Liste des genres
Selon GBIF (19 décembre 2024) :
- Cochliopodium Hertwig & Lesser, 1874 genre type
- Gocevia Valkanov, 1934
- Paragocevia Page, 1987
- Parvamoeba Rogerson, 1993

## Systématique
Le nom valide de ce taxon est Cochliopodiidae de Saedeleer (d), 1934.
Cochliopodiidae a pour synonyme : Parvamoebidae (genre type  Parvamoeba).
L'ordre des Himatismenida a été créé en 1987 par le microbiologiste américain Frederick C. Page (d).

### Publications originales
- Ordre des Himatismenida :
  - (en) Frederick C. Page, « The Classification of ‘Naked’ Amoebae (Phylum Rhizopoda) », Archiv für Protistenkunde, Elsevier, vol. 133, nos 3-4,‎ janvier 1987, p. 199-217 (ISSN 0003-9365 et 2213-5553, OCLC 4649431785, BNF 37573399, DOI 10.1016/S0003-9365(87)80053-2).
- Famille des Cochliopodiidae :
  - (de) Henri de Saedeleer, « Beitrag zur Kenntnis der Rhizopoden: Morphologische und systematische Untersuchungen und ein Klassifikationsversuch », Mémoires du Musée royal d'histoire naturelle de Belgique, Bruxelles, vol. 60,‎ 1934, p. 1-112 (ISSN 0770-7622, OCLC 1948308, lire en ligne).